# Панайот Гиндев
Панайот Атанасов Гиндев е български философ, професор и кандидат-член на Централния комитет на Българската комунистическа партия.

## Биография
Роден е на 4 юни 1921 г. От 1950 до 1955 г. преподава в Софийския университет. Между 1955 и 1967 г. ръководи катедра „Философия“ в БАН. От 1969 до 1980 г. е заместник-директор на Философския институт при БАН. Член-кореспондент на БАН от 1979 г. В периода 2 април 1976 – 9 август 1984 г. е кандидат-член на ЦК на БКП. Умира на 9 август 1984 г. в София. Работата му е концентрирана в теорията на познанието, социалната философия и ревизионизма. Дъщеря му Виолета Гиндева е актриса.